# TAI Anka-3
L'Anka-3 est un système de drones de combat furtifs turc développé par la société Turkish Aerospace Industries intégrant des systèmes d'armes avec une capacité de charge utile élevée, dont les études de conception et de développement se poursuivent par la société turque Turkish Aerospace Industries.
Les images de conception d'Anka-3, dont le processus de développement est gardé secret pour le public, ont été publiées pour la première fois dans le journal Yeni Şafak le 24 décembre 2022. Il a récemment effectué un vol et un tir de test de précision avec un missile air-sol selon les médias turcs et les vidéos fournit par TAI.

## Conception
À propos de la conception d'Anka-3 dans les images de conception divulguées ; On en déduit qu'il est en forme de V, n'a pas de stabilisateur vertical et horizontal stabilisateur, a un poste d'arme interne, et a un moteur turbofan. De plus, selon les informations obtenues, Anka-3 aura une masse au décollage de 7 tonnes.